# 農業非點源污染模式
農業非點源污染模式（AnnAGNPS）源自美國農業部於1998年新開發此模式軟體，可結合地理資訊系統快速擷取地面資料，大量減少資料處理程序並提高模擬的效能，可供使用者完整評估集水區內農業管理措施之預期成效，並透過對集水區之地表逕流、泥砂與化學非點源污染負荷連續之模擬，據以評估BMPs 之風險及其花費及效益分析。
早期為DOS系統相容，現今已有微軟視窗版本。

## 外部連結
- http://www.ars.usda.gov （页面存档备份，存于）
- WEPP、SWAT、AGNPS/AnnAGNPS AGNPS之比较[]
- 農業非點源污染模型：用戶指南與操作手冊[永久]